# Povečan trojno izginjajoč ikozaeder
| Povečan trojno izginjajoči ikozaeder | Povečan trojno izginjajoči ikozaeder |
| ------------------------------------ | ------------------------------------ |
|                                      |                                      |
| Vrsta                                | Johnsonovo telo J63-J64-J65          |
| Stranske ploskve                     | 1+2x3 trikotniki petkotniki          |
| Robovi                               | 18                                   |
| Oglišča                              | 10                                   |
| Konfiguracija oglišča                | 1(33) 3(3.52) 3(33.5) 3(32.52)       |
| Simetrija                            | C3v                                  |
| Dualni polieder                      | -                                    |
| Lastnosti                            | konveksen                            |
| Slika oglišč                         |                                      |

Povečan trojno izginjajoč ikozaeder je eno izmed Johnsonovih teles (J64). Dobimo ga tako, da združimo tetraeder z drugim Johnsonovim telesom, to pa je trojno izginjajoč ikozaeder.
V letu 1966 je Norman Johnson (rojen 1930) imenoval in opisal 92 Johnsonovih teles.